# سشی
سشی (انگلیسی: Ceschi؛ زادهٔ ۲۴ ژوئیهٔ ۱۹۸۱) موسیقی‌دان اهل ایالات متحده آمریکا است. وی از سال ۲۰۰۲ میلادی تاکنون مشغول فعالیت بوده است.